# Frances Julia Wedgwood
Pour les articles homonymes, voir Wedgwood et Snow.
Frances Julia Wedgwood (née le 6 février 1833 à Clapham, quartier de Londres au Royaume-Uni, et morte le 26 novembre 1913 à Londres, également connue sous le nom de plume Snow,  est une romancière féministe, biographe historienne et critique littéraire britannique. On a pu dire d'elle qu'elle fut « une jeune femme aux passions extrêmes et aux principes fastidieux » (« a young woman of extreme passions and fastidious principles »
.
Elle est la fille aînée des six enfants d'Hensleigh Wedgwood et de son épouse Fanny Mackintosh, elle-même fille de Sir James Mackintosh. Elle est ainsi l'arrière-petite fille de l'industriel de la poterie et de la porcelaine Josiah Wedgwood.
Elle est une amie proche du poète Robert Browning et est également liée à la femme de lettres Elizabeth Gaskell.